# David Stergakos
David Stergakos (en griego: Ντέιβιντ Στεργάκος , nació el 24 de octubre de 1956 en Kansas, Misuri) es un exjugador de baloncesto greco-americano. Con 2.03 de estatura, jugaba en el puesto de ala-pívot.

## Trayectoria
- 1978-1992  Panathinaikos

## Palmarés
- 4 Ligas de Grecia: (1980, 1981, 1982, 1984)
- 4 Copas de Grecia: (1979, 1982, 1983, 1986)